# Sergio Castillo (músico)
Sergio Castillo (n. Cuba; c. 1955 - f. España; marzo de 2012) fue un músico (baterista y percusionista), productor musical y arreglista español nacido en Cuba.

## Trayectoria
Fue miembro de la banda de Miguel Ríos en la década de 1980, así como coarreglista del disco Mentiras piadosas de Joaquín Sabina. También participó en discos de distintos artistas de rock, pop o flamenco como Estopa, Azúcar Moreno, Navajita Plateá, Nacha Pop, Miguel Bosé, Manolo Tena, "Harly" Heinrich G. Quintero, Santiago Auserón, Peret, Mecano, Amaral, o Rosendo Mercado, entre otros.
Falleció en marzo de 2012 a causa de un cáncer.